# Copsychus
Copsychus és un gènere d'ocells de la família dels muscicàpids (Muscicapidae).

## Taxonomia
Segons la Classificació del Congrés Ornitològic Internacional (versió 11.2 2021) aquest gènere està format per 13 espècies:
- Copsychus albiventris - Shama de les Andaman.
- Copsychus albospecularis - Shama de Madagascar
- Copsychus cebuensis - Shama de Cebu.
- Copsychus fulicatus - Bitxac de l'Índia.
- Copsychus luzoniensis - Shama de Luzon.
- Copsychus malabaricus - Shama de carpó blanc.
- Copsychus mindanensis - Shama de les Filipines.
- Copsychus niger - Shama de Palawan.
- Copsychus pyrropygus - Shama cua-roig.
- Copsychus saularis - Shama oriental.
- Copsychus sechellarum - Shama de les Seychelles.
- Copsychus stricklandii
- Copsychus superciliaris - Shama de les Visayas

Tanmateix, el Handook of the Birds of the World i la quarta versió de la BirdLife International Checklist of the birds of the world (desembre 2019), segueixen un criteri taxonòmic diferent:
- Es consideren dins del gènere Copsychus només a 5 espècies: C. mindanensis; C. sechellarum; C. saularis i C. albospecularis, essent que les subespècies d'aquest darrer serien desmembrades en dos espècies diferents:
- Copsychus albospecularis (stricto sensu) - Shama de Madagascar oriental.
- Copsychus pica - Shama de Madagascar occidental.

- Les demés espècies són classificades en tres gèneres no reconeguts pel Congrés Ornitològic Internacional: 
- Es considera dins del gènere monotípic Saxicoloides a C. fulicatus (Saxicoloides fulicatus).
- Es considera dins del gènere monotípic Trichixos a C. pyrropygus (Trichixos pyrropygus).
- Es considera dins del gènere Kittacincla a 6 espècies: C. albiventris; C. cebuensis; C. luzoniensis; C. malabaricus (Kittacincla malabarica), C. niger (Kittacincla nigra) i C. superciliaris.
- Per altra banda, Copsychus stricklandii és considerat una subespècie del Shama de carpó blanc (Copsychus malabaricus stricklandii)